# Vega de Alatorre
Vega de Alatorre är en ort i Mexiko.  Den är administrativ huvudort i kommunen Vega de Alatorre och ligger i delstaten Veracruz, i den sydöstra delen av landet, 270 km öster om huvudstaden Mexico City. Vega de Alatorre ligger 27 meter över havet och antalet invånare är 6 710.
Terrängen runt Vega de Alatorre är platt åt nordost, men åt sydväst är den kuperad. Havet är nära Vega de Alatorre åt nordost. Runt Vega de Alatorre är det ganska tätbefolkat, med 54 invånare per kvadratkilometer. Vega de Alatorre är det största samhället i trakten. Omgivningarna runt Vega de Alatorre är en mosaik av jordbruksmark och naturlig växtlighet.